# Cultura de Xinle
La cultura de Xinle (新 樂 文化) (5500-4800 aC) va ser una cultura arqueològica neolítica al nord-est de la Xina, que es troba principalment al voltant del baix riu Liao a la península de Liaodong a Liaoning. La cultura va mostrar evidències del cultiu de mill i de la domesticació de porcs. El jaciment de Xinle va ser descobert al districte de Huanggu de Shenyang, Liaoning.
El jaciment rep el nom d'una antiga fonda, on es van descobrir les restes.

## Nomenament
El jaciment de l'antic assentament es va descobrir al recinte d'un antic bloc d'allotjament per a una fàbrica elèctrica. El bloc d'allotjament es va anomenar Dormitori Xinle (新 樂 宿舍) i, per tant, el descobriment va rebre el nom de Relíquia de Xinle. Quan es va descobrir que l'assentament era el d'una civilització fins ara desconeguda, tota la civilització va rebre el nom de la relíquia i, per tant, es va conèixer com la civilització de Xinle. Tot i que els descobriments més recents a les zones properes han estat extremadament significatius, sobretot a Xinmin, el nom original ha prevalgut.

## Excavacions
Al 1973, les excavacions del jaciment van revelar evidències d'unes 40 cases neolítiques. Els artefactes descoberts durant la excavació inclouen eines de pedra, ceràmica, jade, eines d'os, talles de fusta i carbó refinat.
Al 1978, una altra excavació va descobrir encara més artefactes, inclosa una talla de fusta que tenia uns 7.200 anys, presumiblement un tipus de tòtem venerat pel clan. Cap altra troballa a tot Shenyang ha estat més antiga, la troballa també és una de les talles de fusta més antigues trobades al món.
Les excavacions també van descobrir dues tombes khitanes de fa 1.000 anys.

## Museu
Al 1984 es va fundar el Museu de la Civilització de Xinle (新 樂 遺址 博物館).
El museu es divideix en dues seccions, nord i sud. La secció sud conté mostres dels diversos artefactes desenterrats durant les diverses excavacions que han tingut lloc en un jaciment de 45 acres (180.000 m2). La secció nord conté una reconstrucció d'un poble de Xinle, de 7.000 anys d'antiguitat. Algunes de les cases de l'assentament contenen representacions de la vida fa 7.000 anys.

## Galeria
|  |  |  |
|  |  |  |
|  |  |  |